# 象鼻星雲
象鼻星雲是位於仙王座巨大的游離氣體區域IC 1396內，距離地球約2,400光年的星際物質高度集中區域。這塊星雲被稱為IC 1396A，呈現出黑暗、高密度的球狀。由於在可見光的波長下，這裡是一個有著明亮蜿蜒邊緣的黑暗斑塊，因此俗稱為象鼻管星雲。明亮的邊緣是這團雲氣被就在其西側，非常明亮的大質量恆星HD 206267照亮和電離的表面。在上面的圖中，大質量恆星就在圖像左邊的邊緣。除了可以保護自己免受恆星強烈的紫外線電離的緻密小球體，都整個IC 1396的區域都是被這顆大質量恆星照亮的
。
象鼻管星雲現在被認為是恆星形成的區域，包含幾顆在2003年的紅外線影響中被發現，非常年輕（年齡低於100,000年）的恆星，以及兩顆比較老（已經有幾億年，但因為這些恆星可以生活數十億年，所以還算是年輕的恆星。），都存在於凸出的小的圓形空腔內。而空腔應該是這些年輕恆星的恆星風吹出來的。
結合來自大質量恆星的光造成氣體雲的邊緣被電離和壓縮，和年輕恆星從中心向外吹的恆星風造成氣體移動的行動，使得象鼻管星雲受到非常高的擠壓。這些壓力引發了當前這一代的原恆星。

## 外部連結
- Capturing the Stars, Astrophotography by the Masters（页面存档备份，存于） IC 1396A. Telegraph.co.uk. Retrieved 2010-10-13
- Elephant's Trunk Nebula in IC1396（页面存档备份，存于） Paul Beskeen Astrophotography. Retrieved 2010-10-13
- IC 1396 in Mapped Color（页面存档备份，存于） 17 August 2004. Russell Croman Astrophotography. Retrieved 2010-10-13